# ザ・ドライバー
『ザ・ドライバー』（The Driver）は、1978年のアメリカ合衆国の犯罪アクション映画。犯罪者を車に乗せて逃亡させる男と、それを追う刑事を描いたハードボイルド・カーアクション映画。ウォルター・ヒル監督。

## ストーリー
「ドライバー」は、ロサンゼルス界隈での強盗の逃走用車両として車を盗むのが常である。彼は犯罪者の間ではその高度な技術と高額な報酬で知られており、警察の中で、特に「カウボーイ」と呼ばれる「ドライバー」を捕まえることに執念を燃やしている「刑事」にとって悪名が高い。
「ドライバー」はカジノでの仕事を引き受けるが、共犯者たちの到着が遅れたことから、「プレイヤー」に目撃されてしまう。刑事は「ドライバー」が何者であるのかを「プレイヤー」に訊くが、彼女は「ドライバー」を見なかったと言う。「ドライバー」は「プレイヤー」のアパートに金を払うためにやって来る。そこへ刑事が現れ、「プレイヤー」を脅し、彼女の犯罪歴について仄めかす。
刑事は違法なおとり捜査を仕掛ける。彼は逮捕された3人の犯罪者、「眼鏡」、「歯」及び彼らの運転手「指」に対して、銀行強盗のために「ドライバー」を雇い、警察に引き渡せば釈放されるという取引を持ちかける。彼らは、仲介者であり盗品故買者である「コネクション」を介して「ドライバー」を探す。「ドライバー」は銃が嫌いなことから最初は3人に協力することを拒否するが、彼らと会うことには同意する。地下駐車場で会った際、彼の運転技術が疑われると、彼は自分の腕前を誇示するために、3人が乗って来た車に3人を乗せ、極めて乱暴に運転し3人を恐怖に慄かせつつ車を破壊し、3人のためには働かないと言い渡す。その後、「歯」が「ドライバー」を訪ねて仲間に加わるよう再度頼み、銃で脅す。「ドライバー」は「撃ってみろ」と言い、その後「歯」を殴り倒す。刑事は「ドライバー」の部屋にやって来て彼を嘲笑・挑発し、「ゲーム」を持ちかける。「ドライバー」は、それが仕組まれたものであることを分かっていたが、報酬を2倍にし、「歯」が絡まないことを条件に、その仕事を引き受ける。
強盗の最中、「眼鏡」は「指」を殺害し、「ドライバー」と共に逃走する。彼は「ドライバー」を刑事に引き渡さず、代わりに彼を殺して金を持ち去ることを計画している。「ドライバー」は銃で彼を驚かせて殺害し、金をユニオン駅のロッカーに隠す。彼は「コネクション」に汚れた金を洗浄させ、洗浄後それを回収するよう「プレイヤー」に依頼する。一方、「歯」は「眼鏡」の死体を発見し、「コネクション」に銃を突きつけて尋問し、彼女が「ドライバー」の計画を明かすと彼女を殺害する。
駅で「両替人」が洗浄後の金をロッカーに隠し、汚れた金を持って列車に乗る。刑事が彼を追跡しており、銃撃戦の末、彼を殺す。「歯」が「プレイヤー」から洗浄後の金が入ったロッカーの鍵が入った財布を奪う。「歯」と彼の運転手は「ドライバー」と「プレイヤー」によって車で追跡され、2台ともある倉庫に入る。そこで、「ドライバー」は「歯」の車の正面に向かって運転し、「歯」は避けようとして車は転覆する。「ドライバー」は降伏を拒否した「歯」を殺害する。 「歯」の運転手は金の入った財布を「ドライバー」に渡し、逃げることを許される。
「ドライバー」と「プレイヤー」は駅に戻る。「ドライバー」がロッカーからカバンを取り出すと、刑事と数人の警察官が現れるが、カバンは空で、金は「両替人」に奪われていたのである。「プレイヤー」は立ち去る。各人が立ち去る時、刑事に文字通り「カバンを持たせた状態」で「ドライバー」は立ち去る。

## 登場人物
男
演 - ライアン・オニール
ザ・ドライバー。凄腕のドライビングテクニックを持つ。
刑事
演 - ブルース・ダーン
ザ・ディテクティブ（刑事）。ドライバーを捕まえることだけを考えている。
女
演 - イザベル・アジャーニ
ザ・プレイヤー。カジノの常連。
ザ・コネクション
演 - ロニー・ブレイクリー
ドライバーの仕事の窓口。

## キャスト
| 役名                       | 俳優                   | 日本語吹き替え                               | 日本語吹き替え                 |
| 役名                       | 俳優                   | 日本テレビ版                                 | テレビ朝日版                   |
| -------------------------- | ---------------------- | -------------------------------------------- | ------------------------------ |
| 男（ザ・ドライバー）       | ライアン・オニール     | 野沢那智                                     | 津嘉山正種                     |
| 刑事（ザ・ディテクティブ） | ブルース・ダーン       | 川辺久造                                     | 富山敬                         |
| 女（ザ・プレイヤー）       | イザベル・アジャーニ   | 小谷野美智子                                 | 幸田直子                       |
| ザ・コネクション           | ロニー・ブレイクリー   | 藤夏子                                       | 吉田理保子                     |
| 私服刑事（レッド）         | マット・クラーク       | 嶋俊介                                       | 村山明                         |
| 私服刑事（ゴールド）       | フェリス・オーランディ | 松岡文雄                                     | 仲木隆司                       |
| グラス                     | ジョセフ・ウォルシュ   | 峰恵研                                       | 内海賢二                       |
| ティース                   | ルディ・ラモス         | 千田光男                                     | 谷口節                         |
| フィンガー                 | ウィル・ウォーカー     | 曽我部和恭                                   | 大滝進矢                       |
| ブルー                     | ニック・ディミトリ     | 徳丸完                                       | 若本規夫                       |
| グリーン                   | ボブ・マイナー         | 平林尚三                                     | 島香裕                         |
| クラーク                   |                        | 有馬瑞香                                     |                                |
| 日本語版制作スタッフ       |                        |                                              |                                |
| 翻訳                       | 額田やえ子（字幕翻訳） | 大野隆一                                     | 宇津木道子                     |
| 演出                       |                        | 松川陸                                       | 小山悟                         |
| 調整                       |                        |                                              | 熊倉亨                         |
| 効果                       |                        | 南部光庸 大橋勝次                            | リレーション                   |
| 選曲                       |                        | 河合直                                       |                                |
| 制作                       |                        | ザック・プロモーション                       | 東北新社                       |
| 初回放送                   |                        | 1980年6月4日 『水曜ロードショー』 正味約86分 | 1989年9月10日 『日曜洋画劇場』 |

- 日本テレビ版 - ※HDリマスター版DVD/BD＆制作35周年HDニューマスター版BD収録

初回放送時題名『水曜ロードショー ザ・ドライバー ～この映画を見終わったらパトカーに追われなくなる』
- テレビ朝日版 - ※制作35周年HDニューマスター版BD収録

## 受けた影響や与えた影響
アラン・ドロン主演の『サムライ』や、リー・マーヴィン主演の『殺しの分け前/ポイント・ブランク 』に影響を受けている。
『ターミネーター』のカーチェイスシーンに影響を与えたことで知られ、同作のトンネルシーンは本作と同じロケ現場である。